# Digga D
Digga D, de son vrai nom Angelo Herbert (né le 29 juin 2000 à Londres), est un rappeur britannique. Il se fait connaître en 2017 avec son collectif britannique de drill CGM (Cherish God More). Ses mixtapes Double Tap Diaries et Made In the Pyrex atteignent respectivement les nos 10 et 3 du UK Albums Chart. Sa troisième mixtape, Noughty By Nature, sort le 15 avril 2022 et se hisse à la première place du UK Albums Chart. Sa quatrième mixtape, Back to Square One, sort en août 2023.
Digga D, originaire de Mozart Estate, Queen's Park, déménage à Ladbroke Grove, où il a grandi. Considéré comme l'un des pionniers de la scène musicale britannique, il est le fondateur du label Black Money Records (BMR), géré par Groundworks.
Certains des clips musicaux de Digga D attirent l'attention des forces de l'ordre, ce qui lui vaut un Criminal behaviour order (CBO), et il fait des allers-retours en prison pendant la sortie des singles et des clips. Il est envoyé en prison trois fois avant l'âge de 20 ans,,. En janvier 2025, il est condamné à 3 ans et 11 mois de prison pour importation et détention de cannabis.

## Histoire
Digga D réalise un freestyle pour l'émission Next Up ? de Mixtape Madness, qui sort le 30 novembre 2017. Le freestyle est certifié argent par la British Phonographic Industry le 18 octobre 2019, ce qui en fait le premier freestyle de Mixtape Madness avec une certification. Le critique de rap Joseph JP Patterson décrit la sortie du freestyle comme ayant « stoppé tout le monde dans leur élan. Ethan Herlock du magazine The Face écrit que le freestyle « démontrait le flow distinctif de Digga D et son énergie à bomber le torse, l'annonçant comme un MC hors pair sur la scène de plus en plus encombrée de la drill au Royaume-Uni ».
Digga D est arrêté une nouvelle fois en juillet 2020 pour incitation à la violence après avoir assisté à une manifestation Black Lives Matter à Londres et publié des messages sur le mouvement sur Instagram. Juste après avoir été libéré de sa précédente arrestation, des rumeurs circulent selon lesquelles la police avait remis le rappeur en garde à vue, ce qui est confirmé par la suite.
Au matin du 21 février 2024, le domicile de Digga D à Bracebridge Heath près de Lincoln est perquisitionné par la police métropolitaine alors qu'il enregistre un live Instagram. Il est arrêté pour suspicion de vente de drogue, puis inculpé d'importation et de détention de cannabis en janvier 2025.

## Discographie partielle

### Mixtapes
| Titre              | Détail | Meilleure position | Meilleure position | Meilleure position | Meilleure position | Meilleure position | Certifications |
| Titre              | Détail | R-U                | UK R&B             | AUS                | IRL                | ÉCO                | Certifications |
| ------------------ | --- | ------------------ | ------------------ | ------------------ | ------------------ | ------------------ | -------------- |
| Double Tap Diaries | - Sortie : 17 mai 2019 - Label : CGM - Format : numérique, streaming                                          | 11                 | 5                  | —                  | 85                 | —                  |                |
| Made In the Pyrex  | - Sortie : 26 février 2021 - Label : CGM - Formats : CD, numérique, streaming                                 | 3                  | 1                  | 90                 | 10                 | 19                 | - BPI : Or     |
| Noughty by Nature  | - Sortie : 15 avril 2022 - Label : CGM, EGA - Format : CD, LP, cassette, numérique, streaming                 | 1                  | 1                  | —                  | 17                 | 1                  | - BPI : Argent |
| Back to Square One | - Sortie : 25 août 2023 - Label : Black Money Records, EGA - Formats : CD, LP, cassette, numérique, streaming | 6                  | 2                  | —                  | —                  | 37                 |                |